# 宋守約 (嘉靖進士)
宋守約（1533年—1583年），字崇要，號禮斋，山西潞安府長治縣人，民籍，明朝官员。

## 生平
嘉靖四十年（1561年）辛酉科山西鄉試第四十九名舉人。嘉靖四十一年（1562年）中式壬戌科會試第二百八十七名，三甲第一百一十九名進士。由成都府推官，补河南彰德府同知，升直隶昌平兵备道佥事，隆庆五年（1571年）正月升山東本省右參議，以修筑敌台工程，十月升本省副使，仍兼參議，六年正月調任霸州兵备，萬曆元年（1573年）四月調永平兵备，四年升右佥都御史、巡抚延绥。六年十二月加升右副都御史，照旧巡抚。九年七月为兵科给事中万象春所劾，回籍听堪。十一年閏二月勘明委无赃私，因严起谤，令以原职听用，尋病逝，七月賜祭葬。墓在城外五马村。

## 家族
曾祖宋彪；祖父宋大用；父宋文恭，母張氏。永感下。